# Лексикон (програма)
Лексикон — редактор/текстовий процесор для ПК з DOS, створений в кінці 1980-х років в Обчислювальному центрі Академії наук СРСР Є. М. Веселова.
Лексикон був надзвичайно популярний в кінці 1980-х і першій половині 1990-х років (за деякими оцінками, він був встановлений на 95% всіх російських ПК). До рубежу XX - початку XXI ст. з широким розповсюдженням Windows 3.1x і змінила її Windows 95 використання «Лексикону» різко скоротилося, а згодом припинилось повністю. Остання версія для MS-DOS - 1.4. Версії Лексикону для Windows не знайшли широкого застосування через конкуренцію з боку піратських копій русифікованого Microsoft Word.

## Опис
Лексикон - перший російськомовний редактор з WYSIWYG-інтерфейсом, орієнтований на простого користувача, з простою і зрозумілою системою команд. Існували версії, що дозволяли використовувати мови народів Росії (наприклад, якутську мову).
Це перший російськомовний редактор з багатовіконним інтерфейсом, що дозволяє переносити при редагуванні частини тексту з одного вікна в інше (концепція «кишені» або буфера обміну).
Лексикон працює зі звичайними текстовими файлами, але може також додавати в них різні коди форматування (які завжди починаються з символу 0xFF). У Лексикон вбудована система перевірки орфографії.
Лексикон працює з текстовим і графічним режимами екрану, з основним та альтернативним кодуванням. Інтерфейс можна перемикати з російської на англійську і назад. Можна одночасно тримати відкритими декілька файлів (кожен в своєму вікні) і перемикатися між ними; можна виділяти і копіювати/переміщати лінійні і прямокутні блоки тексту; також можна малювати таблиці з використанням символів псевдографіки.
Лексикон працює і на нерусифікованих комп'ютерах, оскільки має свої власні екранні та принтерні шрифти, а також свій власний драйвер клавіатури.